# Tony Levin
Anthony Frederick "Tony" Levin, född 6 juni 1946 i Boston i Massachusetts, är en inflytelserik amerikansk basist som spelat tillsammans med Peter Gabriel, King Crimson, Yes, Liquid Tension Experiment, Pink Floyd, John Lennon, Dire Straits, Joan Armatrading, Alice Cooper, Seal, David Bowie, Carly Simon, California Guitar Trio, Sarah McLachlan, Kevin Max, Paul Simon, Edward Van Halen samt ett flertal andra. 
Som studiomusiker sedan 1970-talet, har Levin bidragit på över 500 album, bland annat album av Cher, Asia, Alice Cooper, John Lennon, Sarah McLachlan, Stevie Nicks, Pink Floyd, Paul Simon, Dire Straits, Lou Reed, David Bowie, Joan Armatrading, Tom Waits, Buddy Rich, The Roches, Todd Rundgren, Seal, Warren Zevon, Bryan Ferry, Laurie Anderson, Yes, Kate and Anna McGarrigle, Gibonni och Jean-Pierre Ferland.
Tony Levin är känd för sitt uppfinningsrika lynne och sin ofta okonventionella spelstil och har bland annat hjälpt till att popularisera Chapman Stick-instrumentet och Ned Steinbergers elkontrabas. 
Han har även skapat "funk fingers", ett hjälpmedel för att efterhärma ljudet när trumpinnar slås mot bassträngar. Idén till dessa uppkom efter en studioinspelning då trummisen Jerry Marotta spelade med trumpinnar på Levins bassträngar, och syftet var att basisten själv skulle kunna återskapa detta sound.
Tony Levin har skrivit boken Beyond the Bass Clef, en blandning av anekdoter från hans karriär, artiklar om musikteknik, rena speltips och till och med ett recept på morotskaka. Han är också en passionerad fotograf och gav 2004 ut fotoboken Crimson Chronicles vol 1 som innehåller svartvita fotografier från King Crimsons aktiva period på 1980-talet.

## Diskografi
Soloalbum
- 1996 – World Diary
- 2000 – Waters of Eden
- 2001 – Pieces of the Sun
- 2002 – Double Espresso
- 2006 – Resonator
- 2007 – Stick Man